# Karwiniec
Karwiniec (deutsch Langenhof) ist ein Dorf in der Stadt- und Landgemeinde Bierutów im Powiat Oleśnicki der Woiwodschaft Niederschlesien in Polen.

## Geographie
Das Straßendorf Karwiniec liegt einen Kilometer südlich von Bierutów (Bernstadt an der Weide), 18 Kilometer südöstlich von Oleśnica (Oels) und 50 Kilometer östlich von Breslau. Der Ort liegt in der Schlesischen Tiefebene am linken Ufer der Weide, einem rechten Zufluss der Oder. Nördlich von Karwiniec befinden sich weitläufige Waldgebiete. Durch den Ort führt die Woiwodschaftsstraße 396.
Nachbarorte sind im Norden Bierutów und im Westen Kruszowice (Kunzendorf).

## Geschichte

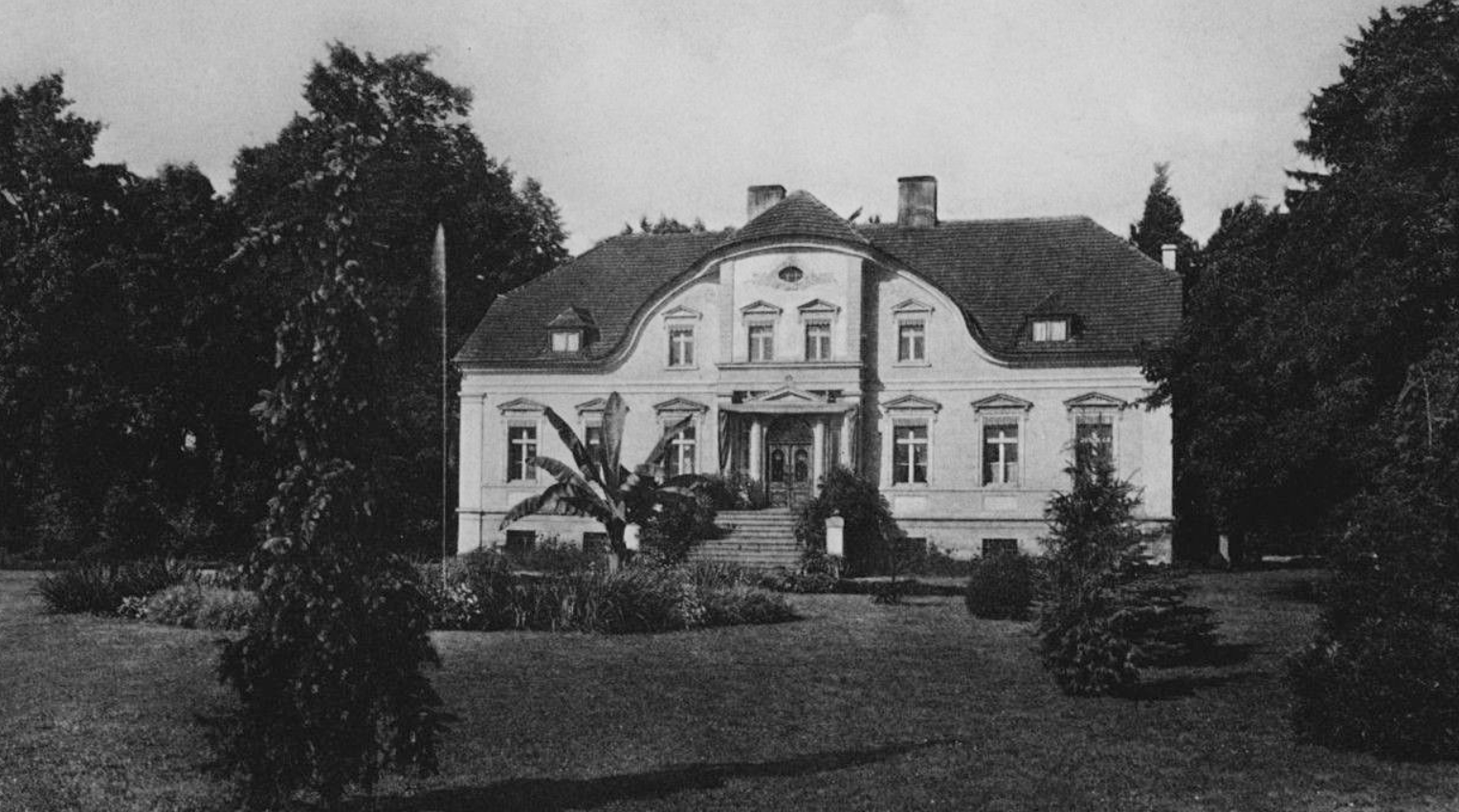
Schloss Langenhof um 1920 – heute nicht mehr vorhanden

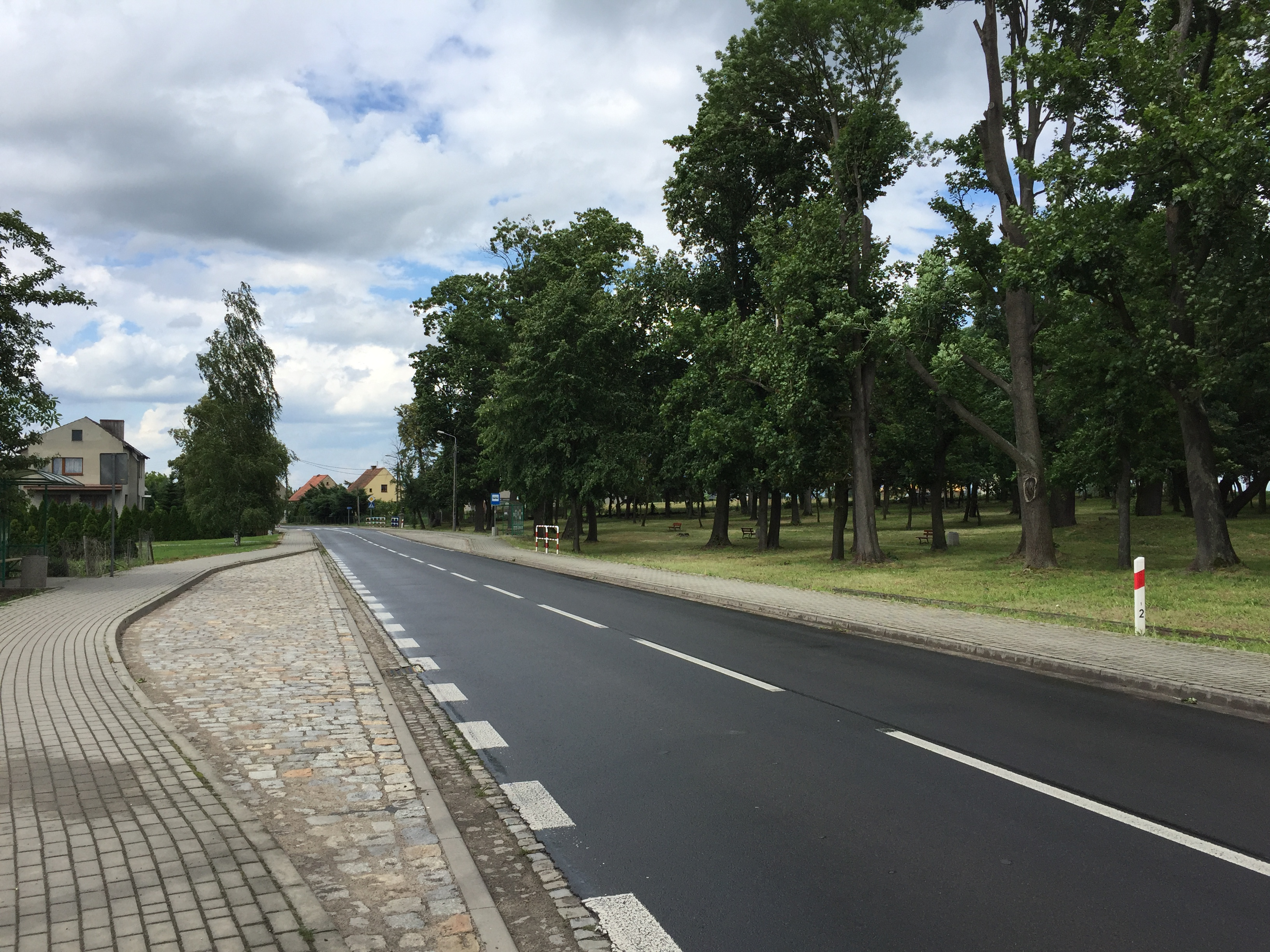
Ortsbild

Der Ort wurde 1266 erstmals urkundlich erwähnt.
Nach dem Ersten Schlesischen Krieg 1742 fiel Langenhof zusammen mit dem größten Teil Schlesiens an Preußen. 1785 wurde im Ort ein Schloss errichtet.
Nach der Neugliederung Preußens gehörte die Landgemeinde Langenhof ab 1815 zur Provinz Schlesien und war ab 1816 dem Landkreis Oels eingegliedert. 1819 wurde eine evangelische Schule eröffnet. 1874 wurde der Amtsbezirk Kunzendorf gegründet, zu dem die Landgemeinden Cunzendorf, Langenhof, Patschkey, Taschenberg und Vogelgesang sowie die Gutsbezirke Bernstadt Vorstadt, Cunzendorf, Langenhof, Patschkey und Vogelgesang umfasste. 1885 zählte der Ort 558 Einwohner. 1933 wurden 568 und 1939 553 Einwohner gezählt.
Als Folge des Zweiten Weltkriegs fiel Langenhof wie fast ganz Schlesien 1945 an Polen, wurde in Karwiniec umbenannt und der Woiwodschaft Breslau angegliedert. Die deutsche Bevölkerung wurde, soweit sie nicht vorher geflohen war, weitgehend vertrieben. Die neu angesiedelten Bewohner waren zum Teil Heimatvertriebene aus Ostpolen, das an die Sowjetunion gefallen war.

## Sehenswürdigkeiten
- Schlosspark – Das Schloss Langenhof besteht heute nicht mehr.
- Historisches Vorwerksgebäude

## Töchter und Söhne
- Helmut Zeller (1918–2009), Ingenieur und Hochschullehrer in Aachen